# Остров Пайера
О́стров Па́йера — остров архипелага Земля Франца-Иосифа. Площадь острова — 152 км², наивысшая точка острова — 452 метра. Административно относится к Приморскому району Архангельской области России.

## Расположение
Остров Пайера находится в центральной части архипелага, входит в состав островов Зичи. От острова Джексона, в 6 километрах к северу, отделён проливом Итальянским, от острова Грили, в 5,5 километрах к югу, проливом Американским.

## Описание
Остров имеет вытянутую форму, 20 километров в длину при 12,5 километрах в ширину. Длина береговой линии острова — 56 километров. Почти 95 % острова занимают ледники. Самая западная точка острова — мыс Рузвельта, самая восточная — мыс Острый Нос, названный так из-за своей характерной формы.
Остров назван в честь Юлиуса Пайера, австро-венгерского исследователя Арктики, первооткрывателя Земли Франца-Иосифа.

### Близлежащие малые острова
- Остров Столичка — небольшой, сравнительно с остальными, вытянутый с юго-запада на северо-восток остров в 2,5 километрах к востоку от острова Пайера. Назван именем австрийского биолога и путешественника Фердинанда Столички[3]. Высшая точка острова — 81 метр.
- Остров Аполлонова — расположен между островом Пайера и островом Столичка, в километре от мыса Острый Нос. Длина острова всего 500 метров.
- Рифы Миловзорова — группа из четырёх скалистых островов у северо-восточного побережья острова Пайера. Общая протяжённость около 2 километров.